# Ernst Friedrich August Rietschel
Ernst Friedrich August Rietschel (Pulsnitz, 15 dicembre 1804 – Dresda, 21 gennaio 1861) è stato uno scultore tedesco.

## Biografia
Rietschel nacque a Pulsnitz, in Sassonia. Da giovane divenne uno studente d'arte a Dresda e successivamente allievo di Rauch a Berlino. Qui ottenne una borsa di studio d'arte e successivamente studiò a Roma nel 1827-28. Dopo essere tornato in Sassonia, si fece presto notare da una statua colossale di Federico Augusto, re di Sassonia; fu eletto membro dell'Accademia di Dresda e divenne uno dei principali scultori del suo paese. Nel 1832 fu eletto alla cattedra di Dresda, e ricevette molti ordini di merito stranieri conferitigli dai governi di diversi paesi. Morì a Dresda nel 1861.

## Galleria d'immagini

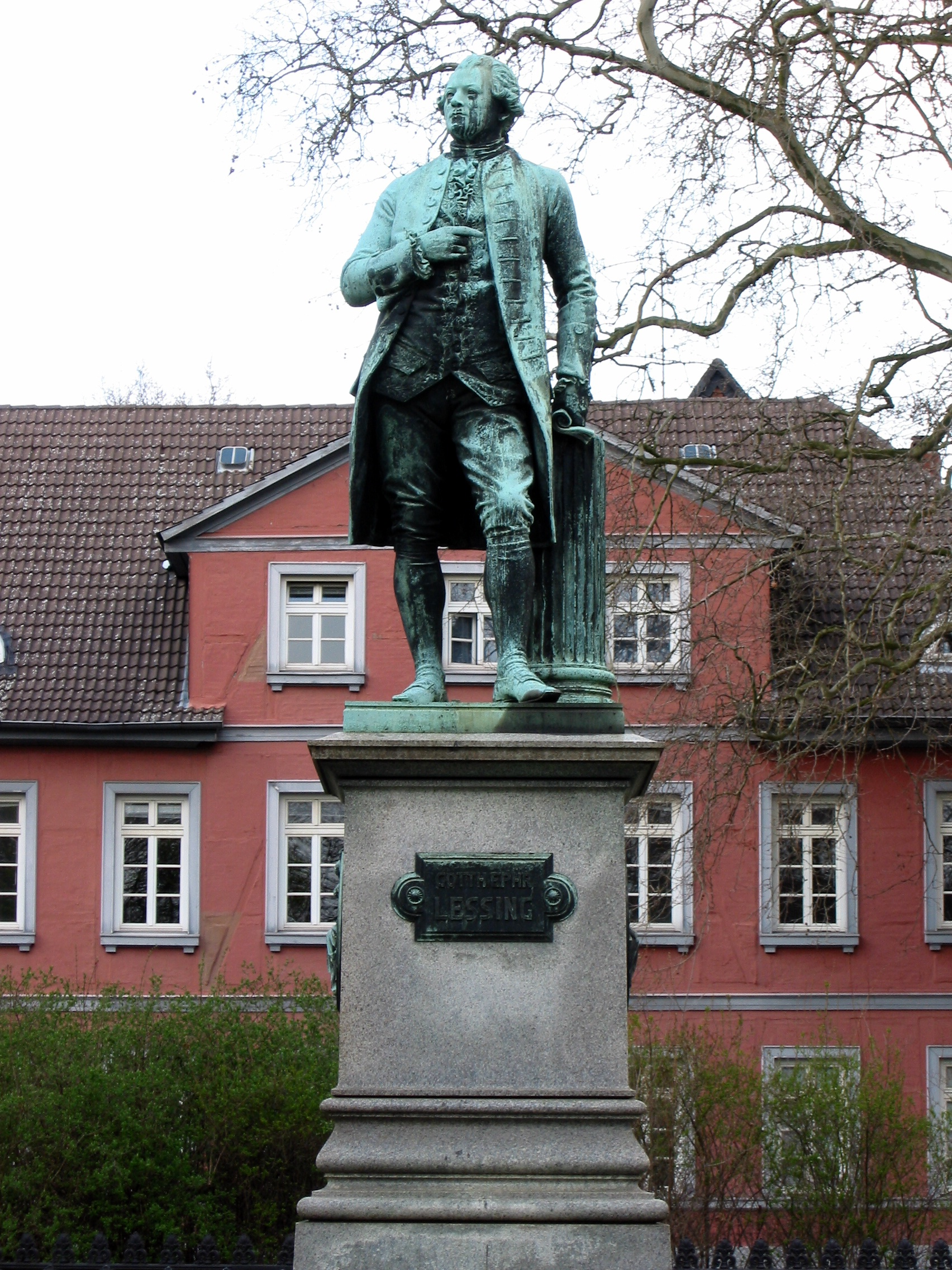
Lessing Monument (tedesco: Lessing-Denkmal) a Braunschweig in onore di Georg Ferdinand Howaldt.
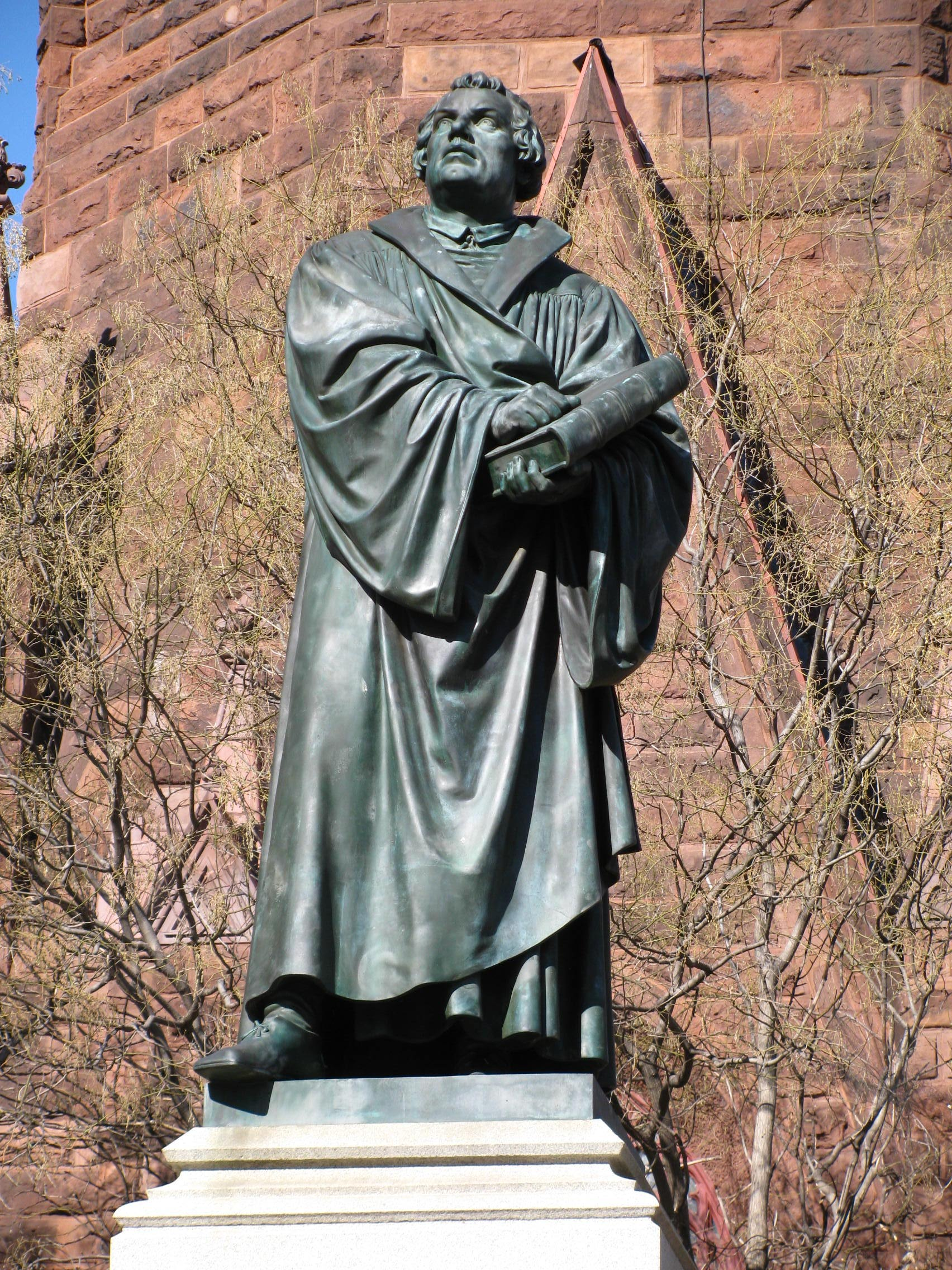
Scultura di Martin Lutero a Washington, D.C
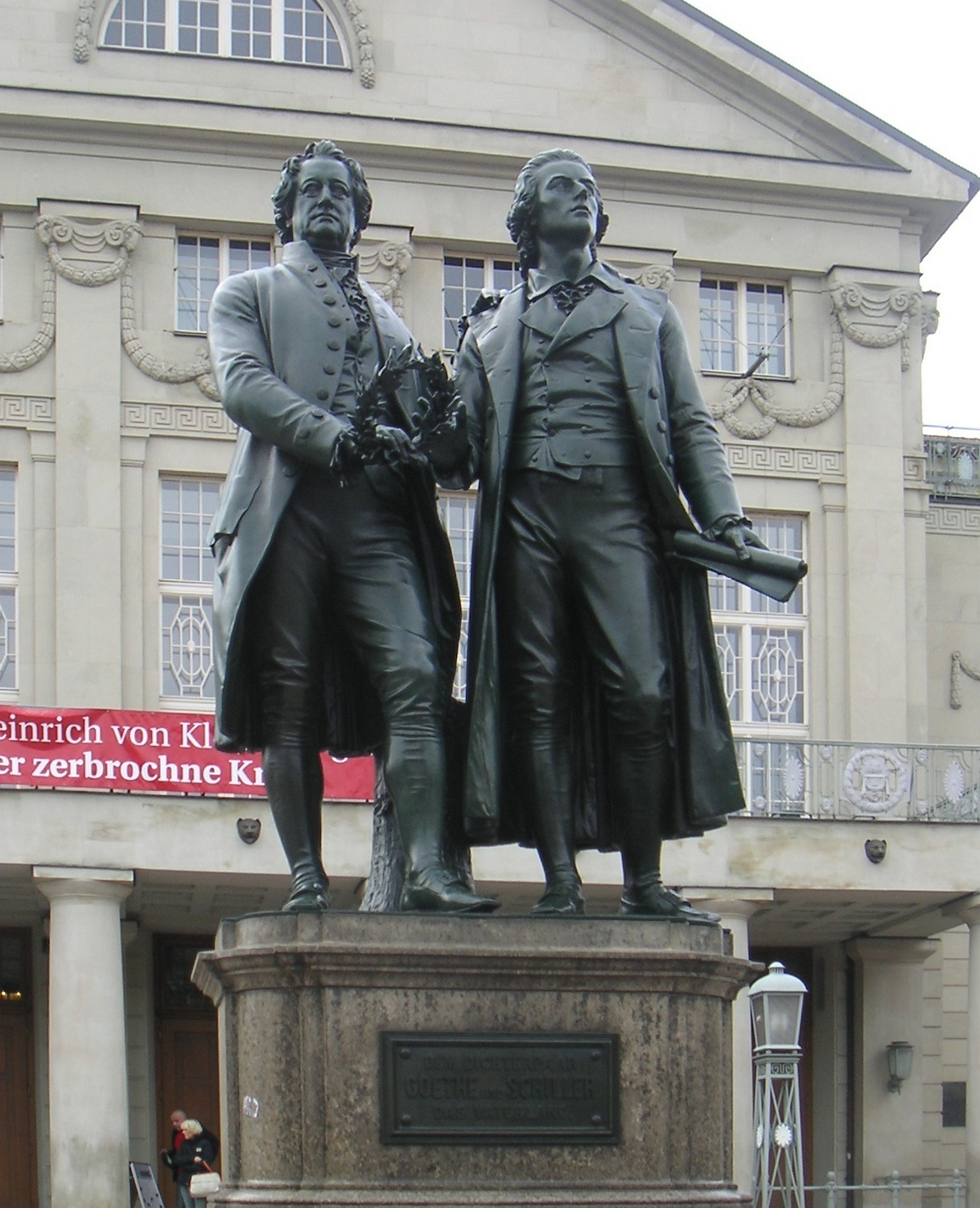
Monumento a Goethe-Schiller a Weimar.